# Thomas Boakye
Thomas Boakye, född 10 maj 1993 i Kumasi, är en ghanansk fotbollsspelare.

## Karriär
I november 2017 värvades Boakye av Halmstads BK, där han skrev på ett treårskontrakt. I november 2020 förlängde Boakye sitt kontrakt i klubben med två år. Han spelade 26 ligamatcher och gjorde tre mål under säsongen 2020, då Halmstads BK blev uppflyttade till Allsvenskan. I januari 2023 förlängde Boakye sitt kontrakt med två år. Efter säsongen 2024 lämnade han klubben.

## Karriärstatistik
| Klubb              | Säsong             | Liga               | Liga    | Liga | Svenska cupen | Svenska cupen | Övrigt  | Övrigt | Totalt  | Totalt |
| Klubb              | Säsong             | Division           | Matcher | Mål  | Matcher       | Mål           | Matcher | Mål    | Matcher | Mål    |
| ------------------ | ------------------ | ------------------ | ------- | ---- | ------------- | ------------- | ------- | ------ | ------- | ------ |
| Östersunds FK      | 2012               | Division 1 Norra   | 10      | 2    | 1             | 0             | —       | —      | 11      | 2      |
| Östersunds FK      | 2013               | Superettan         | 28      | 5    | 1             | 0             | —       | —      | 29      | 5      |
| Östersunds FK      | 2014               | Superettan         | 2       | 0    | 3             | 0             | —       | —      | 5       | 0      |
| Östersunds FK      | Totalt             | Totalt             | 40      | 7    | 5             | 0             | —       | —      | 45      | 7      |
| Varbergs BoIS      | 2015               | Superettan         | 24      | 3    | 1             | 0             | —       | —      | 25      | 3      |
| Varbergs BoIS      | 2016               | Superettan         | 27      | 4    | 4             | 2             | —       | —      | 31      | 6      |
| Varbergs BoIS      | 2017               | Superettan         | 26      | 4    | 4             | 0             | —       | —      | 30      | 4      |
| Varbergs BoIS      | Totalt             | Totalt             | 77      | 11   | 9             | 2             | —       | —      | 86      | 13     |
| Halmstads BK       | 2018               | Superettan         | 26      | 0    | 4             | 0             | —       | —      | 30      | 0      |
| Halmstads BK       | 2019               | Superettan         | 26      | 3    | 5             | 0             | —       | —      | 31      | 3      |
| Halmstads BK       | 2020               | Superettan         | 26      | 3    | 3             | 0             | —       | —      | 29      | 3      |
| Halmstads BK       | 2021               | Allsvenskan        | 22      | 0    | 4             | 0             | 2       | 0      | 28      | 0      |
| Halmstads BK       | 2022               | Superettan         | 26      | 0    | 4             | 0             | —       | —      | 30      | 0      |
| Halmstads BK       | 2023               | Allsvenskan        | 21      | 1    | 4             | 0             | —       | —      | 25      | 1      |
| Halmstads BK       | 2024               | Allsvenskan        | 5       | 0    | 1             | 0             | —       | —      | 6       | 0      |
| Halmstads BK       | Totalt             | Totalt             | 152     | 7    | 25            | 0             | 2       | 0      | 179     | 7      |
| Totalt i karriären | Totalt i karriären | Totalt i karriären | 269     | 25   | 39            | 2             | 2       | 0      | 310     | 27     |

1. ↑  Nedflyttningskvalmatcher mot Helsingborgs IF.[7][8]